# Jacques van Marken
Jacob Cornelis (Jacques) van Marken (Dordrecht, 30 juli 1845 – Hof van Delft, 8 januari 1906) was een dynamische fabrikant die bekendheid verwierf als eerste sociaal-ondernemer. In zijn ondernemingen werden - voordat er landelijke regelingen kwamen - tal van op de arbeiders (zoals werknemers in die tijd werden genoemd) gerichte verbeteringen doorgevoerd (in totaal 107), zoals een ongevallenverzekering, winstdeling, bedrijfsopleidingen, scholing voor de kinderen van de arbeiders, de bouw van een fabrieksdorp, verzorgen van vertier en uitstapjes voor de arbeiders, het leiden van een modelonderneming. Als eerste werkgever in Nederland stelde hij een ondernemingsraad ('Kern') in, en De Fabrieksbode, het eerste bedrijfsblad in Nederland. Hij was ook de grondlegger van het oorspronkelijke begrip social engineering, dat later naar de Verenigde Staten overwaaide.

## Karakter
De schrijver Jan van der Mast omschrijft Van Marken als een man met een grote dadendrang, rusteloos, creatief, onophoudelijk bezig het lot van de arbeider te verbeteren. Van Marken bezat de gave van het woord en wist met veel overtuigingskracht en bravoure mensen die iets voor hem konden betekenen te bewegen zijn ideeën te steunen en te laten uitvoeren.
Journalist Wim Wennekes omschrijft in De aartsvaders – Grondleggers van het bedrijfsleven Van Marken als een duivelskunstenaar: schepper van commerciële kunstwerken, een man met een gespleten persoonlijkheid: enerzijds romantisch en creatief – anderzijds oerzakelijk.
De regel in Van Markens gedicht 'Levenslied': Ieder uur een woord, een daad typeert Van Marken nog het meest.

## Biografie
Van Marken, telg uit het geslacht Van Marken, werd in Dordrecht als zesde kind geboren uit het huwelijk van de lutherse predikant Jacob van Marken en Petronella van Voorthuysen en kreeg dezelfde doopnamen als zijn vader. Na de lagere school - deels te Dordrecht en vanaf zijn negende te Amsterdam - volgde een studie aan de Latijnse afdeling het gymnasium aan het Singel in Amsterdam, en vervolgens in 1862 aan de Koninklijke Akademie voor Burgerlijke Ingenieurs in Delft. In 1867 studeerde hij als eerste Nederlandse technoloog af aan de inmiddels in omgedoopte Polytechnische School te Delft. Tijdens zijn studie worstelde hij met de keuze om dichter-schrijver te worden of de technologie in te gaan; reeds vanaf zijn jeugd schreef hij al gedichten en proza.
In 1869 trad hij in het huwelijk met Agneta Matthes. Het huwelijk bleef kinderloos. 

### Eerste baan
Na zijn studie was hij voor korte tijd werkzaam bij de oliegasfabriek Photogenetische Gasmaatschappij N.V van Nicolaas Tetterode in Amsterdam. 

### Een gist- en spiritusfabriek
Met steun van zijn vader, die een kapitaal van de Amsterdamse aristocratie 150.000 gulden via giften bijeen wist te krijgen, en van het Bankiershuis R. Mees & Zoonen, richtte hij in 1869 de N.V. Nederlandsche Gist- & Spiritusfabriek op. Het plan ontstond toen de directeur van de Haagse Brood- en Meelfabriek, F.W. van der Putten, Van Marken in 1867 tijdens een bezoek de suggestie opperde om een gist- en spiritusfabriek te beginnen in Nederland. De kennis van de productiemethode van een zuivere, duurzame bakkersgist (Presshefe) daartoe kon hij in Oostenrijk verkrijgen. 
De bouw van de fabriek begon in de tweede helft van 1869.

### Arbeiderskwestie
Als directeur van deze Delftse onderneming was hij zeer begaan met de arbeidersklasse en gedreven om de situatie voor hen binnen en buiten de fabriek te verbeteren. Hij was daarin een pionier in de sociale kwestie in een tijd waar aan sociale aspecten weinig aandacht werd gegeven. In de negentiende eeuw hadden fabrieksarbeiders een armoedig bestaan. De werkdagen waren lang, het sterftecijfer van fabrieksarbeiders was hoog, en het loon was laag. Van Marken probeerde samen met zijn vrouw Agneta verbeteringen aan te brengen en liet de eerste fabrieksnederzetting in Nederland voor zijn werknemers, het Agnetapark bouwen. Samen waakten zij, vanuit hun eveneens in het Agnetapark gelegen villa 'Rust Roest', als een vader en moeder over het wel en wee van hun arbeiders. Ook zorgde hij in 1884 voor een ongevallenverzekering voor zijn personeel, kregen werknemers een vorm van winstuitkering en richtte hij in 1878 de eerste ondernemingsraad van Nederland op. Van Marken richtte in 1882 het eerste bedrijfsblad van Nederland op, de Fabrieksbode, dat wekelijks verscheen, en waarin hij zijn schrijversaspiraties kwijtkon.
Van Marken oogstte niet alleen lof met zijn visie op het oplossen van het arbeiderskwestie, maar ook negatieve kritiek op de 'modelfabriek' door de oprichter van de in 1881 opgerichte Sociaal-Democratische Bond (SDB), Ferdinand Domela Nieuwenhuis. Die uitte felle kritiek op de 'modelfabriek' van Van Marken en noemde de fabriek een 'slavenhuis'. Daar waar Van Marken zijn ideeën over arbeid en verdeling van kapitaal via overleg met zijn arbeiders tot stand wilde brengen, zocht Domela Nieuwenhuis de confrontatie met de gevestigde orde van het kapitalisme: 'Modelfabrieken zijn onzin, want een fabriek is en blijft het slavenhuis, waarin de arbeider gebruikt wordt om het leeuwenaandeel in de productie af te staan aan het kapitaal. En of men dat huis al opsiert en of men de handen fluweelachtig maakt, het blijven handen, die de zelfstandige mens zullen drukken en allen niet zullen opvoeren tot het menszijn.'
Toen Van Marken in 1888 berichten over de textielstaking bij de fabrieken van gebroeders Scholten in Almelo vernam, spoedde hij zich daarheen om zich een beeld te vormen van de arbeidsomstandigheden die tot de staking hadden geleid. Hij hield in een volle zaal met arbeiders een vurig pleidooi over verbeteringen van de werkomstandigheden voor de arbeiders en stak hen daarbij een hart onder de riem. Hem ging het om de verzoening tussen Arbeid en Kapitaal, terwijl de stakingsleiders een verdere wig dreven tussen beide begrippen. Hij schreef een brochure over de arbeidsomstandigheden aldaar, om zijn ongenoegen aan andere ondernemers kenbaar te maken in de hoop dat ook zij betere werkomstandigheden voor hun arbeiders zouden creëren. Zijn bemoeienis werd hem door de socialistische organisatie SDB van Domela Nieuwenhuis niet in dank afgenomen, waarbij hij in het bondsblad ‘Recht voor Allen’ in een negatief daglicht werd geplaatst. De brochure was binnen 3 dagen uitverkocht. Hierna schreef Van Marken een tweede brochure met een samenvatting van artikelen uit de Fabrieksbode om te laten blijken hoe een organisatie wel goed kon functioneren zonder de arbeiders tekort te doen. De opbrengsten uit de verkoop van de brochures werden in de Almelose stakingskas gestort. De staking duurde uiteindelijk drie maanden.

### Eerste telefoonaansluiting
Hij kreeg op 13 november 1880 een vergunning voor de aanleg van een telefoonverbinding tussen zijn woonhuis en zijn bedrijf. Hij werd daarmee de eerste Nederlander met een telefoontoestel in huis. 

### Oliefabriek
In 1883 richtte Van Marken letterlijk naast de Gist- en Spiritusfabriek de Nederlandsche Oliefabriek (NOF) op met de bedoeling om olie te produceren uit aardnoten, de grondstof voor de opkomende productie van kunstboter. Ook richtte hij in 1885 de Lijm- en Gelatinefabriek in Delft op.

### Ridder
In 1883 werd Van Marken benoemd tot ridder in de Orde van de Nederlandse Leeuw.

### Vaderschap
Tijdens een verblijf in een kuuroord, waar Van Marken wegens zenuwpijnen ten gevolge van overspannenheid verlichting zocht, ontdekte Agneta dat hij een buitenechtelijke verhouding had met Maria Eringaard, bij wie hij vijf kinderen had verwekt, waarvan er twee waren overleden, en die leefden van een maandelijkse door hem geschonken toelage. Zij zocht buiten Van Marken om contact met Maria en zij kwamen overeen samen voor de drie kinderen te zorgen. In 1889 overleed Maria en namen Agneta en Van Marken de zorg voor de verdere opvoeding van de kinderen op zich. 

### Verslaving
Aan het eind van zijn leven was Van Marken verslaafd geraakt aan morfine, die hem verlichting gaf bij de zenuwpijnen. In de nacht van 7 op 8 januari 1906 overleed Van Marken in huiselijke kring in villa Rust Roest, en waar hij twee dagen werd opgebaard om het personeel van de Gist-, Olie- en Lijmfabrieken de gelegenheid te bieden afscheid van hem te kunnen nemen. Zijn uitvaart op 10 januari 1906 was groots georganiseerd, waarbij het erop leek of een vorst werd begraven. Hij werd begraven op de begraafplaats Jaffa in Delft.

## Visionair
Pas een halve eeuw later werden veel van zijn voor zijn werknemers gecreëerde voorzieningen gemeengoed in Nederland, zoals de pensioenregeling, winstdeling, ziektekostenverzekering enz..

## Trivia
In Assen, Delft, Rijswijk (Zuid-Holland), Schiedam, Diemen en Hengelo zijn straten naar hem genoemd.

## Externe link

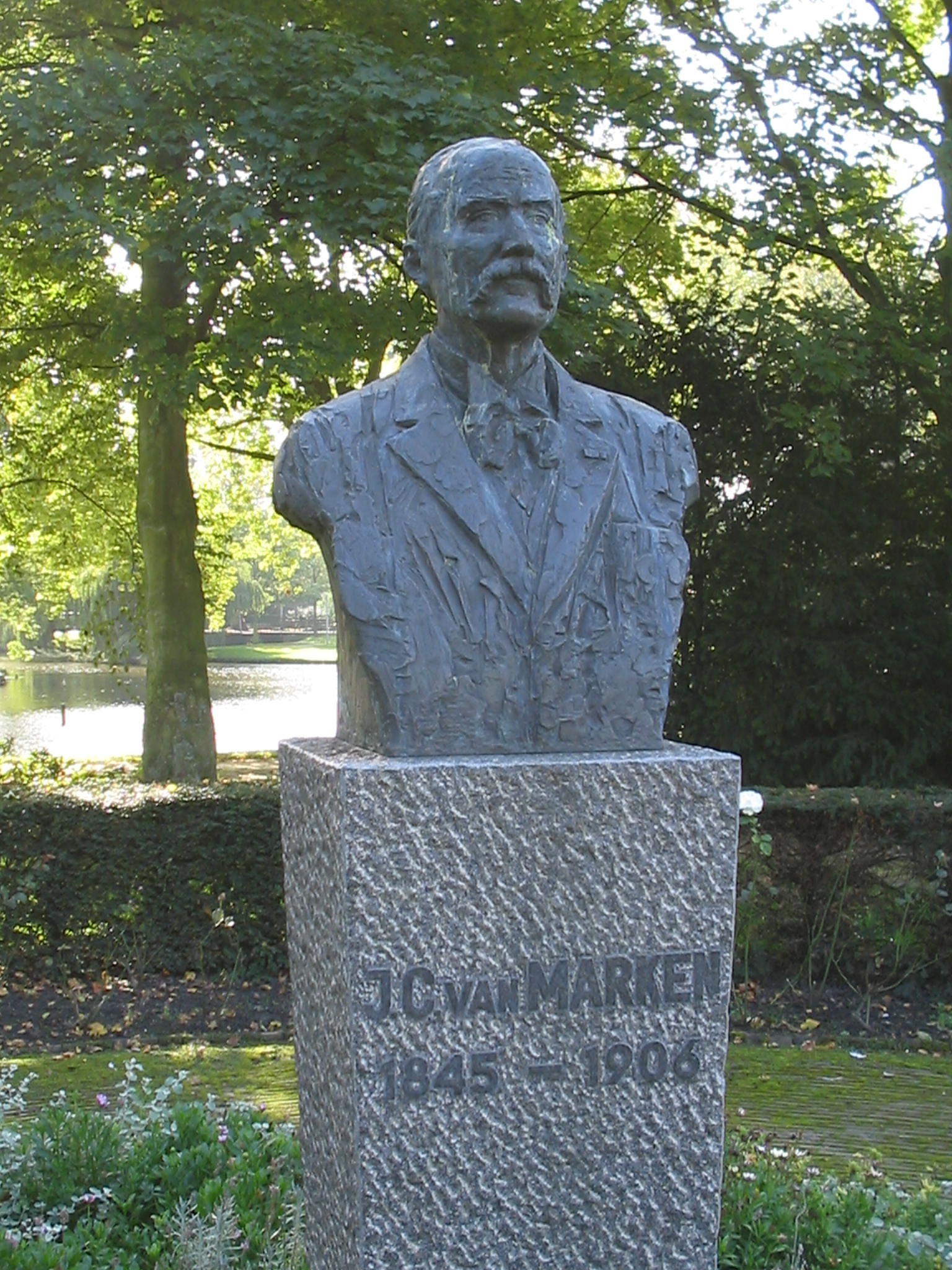
Standbeeld in het Agnetapark